# Jaśce (osada leśna)
Jaśce – osada leśna w Polsce, położona w województwie mazowieckim, w powiecie radomskim, w gminie Pionki.
W latach 1945–1975 miejscowość administracyjnie należała do województwa kieleckiego, a następnie W latach 1975–1998 do województwa radomskiego.